# Замок Микельн
За́мок Микельн (нем. Schloss Mickeln) — бывшая дворянская усадьба в Химмельгайсте, административном районе Дюссельдорфа (Северный Рейн-Вестфалия, Германия).

## История

### Дом Микельн
В документе от 1210 года папа Иннокентий III подтвердил перечень владений аббатства Альтенберг и среди них из них - усадьба (дом) Микельн в Химмельгайсте. Эта собственность была вновь подтверждена в 1237 году папой Григорием IX. В 1382 году дом Микельн перешёл в собственность графства Берг. В качестве рыцарского поместья в 1418 году он отошёл к господам фон Капеллен. В 1632 году поместье выкупила семья барона фон Виллих, которые стали носить титул "господ цу Микельн". В 1681 году дом Микельн отошёл к графам Нессельроде-Райхенштайн. После того, как эта линия дворянской семьи вымерла, в 1776 году собственниками дома Микельн стали бароны Хомпеш-Больхейм. В 1835 году наследники Вильгельма фон Хомпеш продали дом Микельн вместе с Фронхофом герцогу фон Аренбергу. Год спустя дом Микельн сгорел.

### Замок Микельн
Недалеко от старого места был построен новый замок Микельн. Он стал служить летней резиденцией герцогов фон Аренберг. Замок оставался во владении дворянской семьи до середины XX века. В 1973 году общество с ограниченной ответственностью "Аренберг-Дюссельдорф" передало замок городу Дюссельдорфу. С июня 2000 года университет имени Генриха Гейне в Дюссельдорфе использует замок в качестве конференц-центра и гостевого дома.

## Архитектура

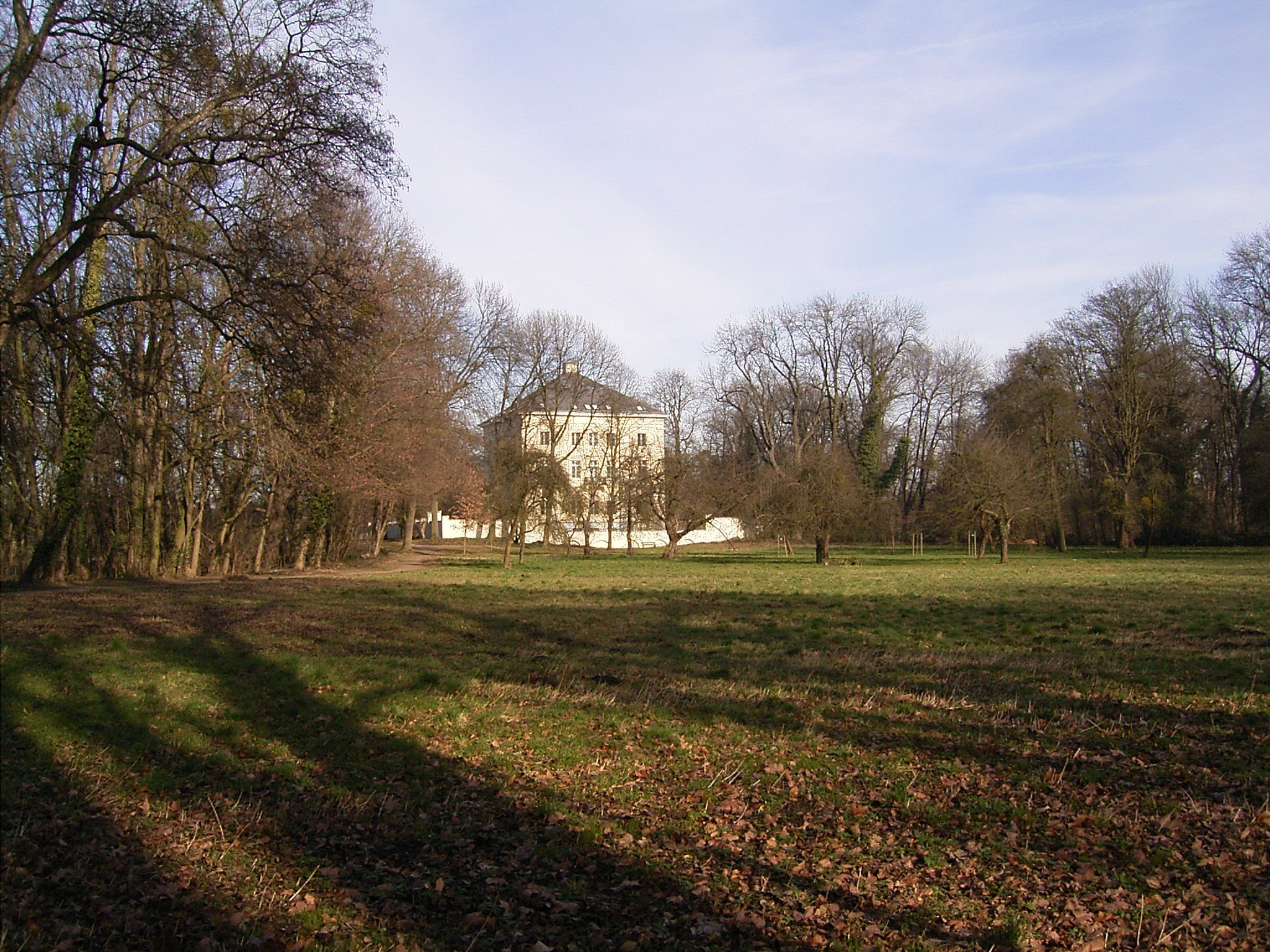
Парковая зона

Замок построил в 1840-1842 годах архитектор Йозеф Нихаус. В качестве примера для новой постройки послужили гравюры виллы, построенной итальянским архитектором Галеаццо Алесси в XVI веке. Основание замка представляет собой квадрат с длиной стороны 19,55 метра и спроектирован одинаково со всех четырех сторон, кроме добавленных ступеней с северной стороны. Дорога к входному порталу была усажена липами в 1843 году, когда садовым архитектором Максимилианов Фридрихом Вайе вокруг дворца оформлялась парковая зона. Часть сегодняшней популяции деревьев все еще датируется этим периодом, например старые платаны, буки и два ливанских кедра. Последние входят в список памятников природы Дюссельдорфа.